# Embolija
Embolija je nenadna zamašitev žile, navadno arterije, s krvnim strdkom, maščobo, zrakom ali drugo snovjo, ki jo tja prinese tok krvi.  Zaradi zamašitve žile je moten pretok krvi, kar privede do odmrtja (nekroze) tkiva.